# Thermodon

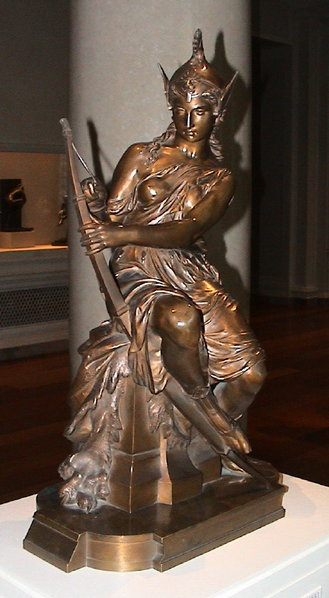
Amazone se préparant pour la bataille, sculpture en bronze de Pierre-Eugène-Emile Hébert, 1882. National Gallery of Art, États-Unis.

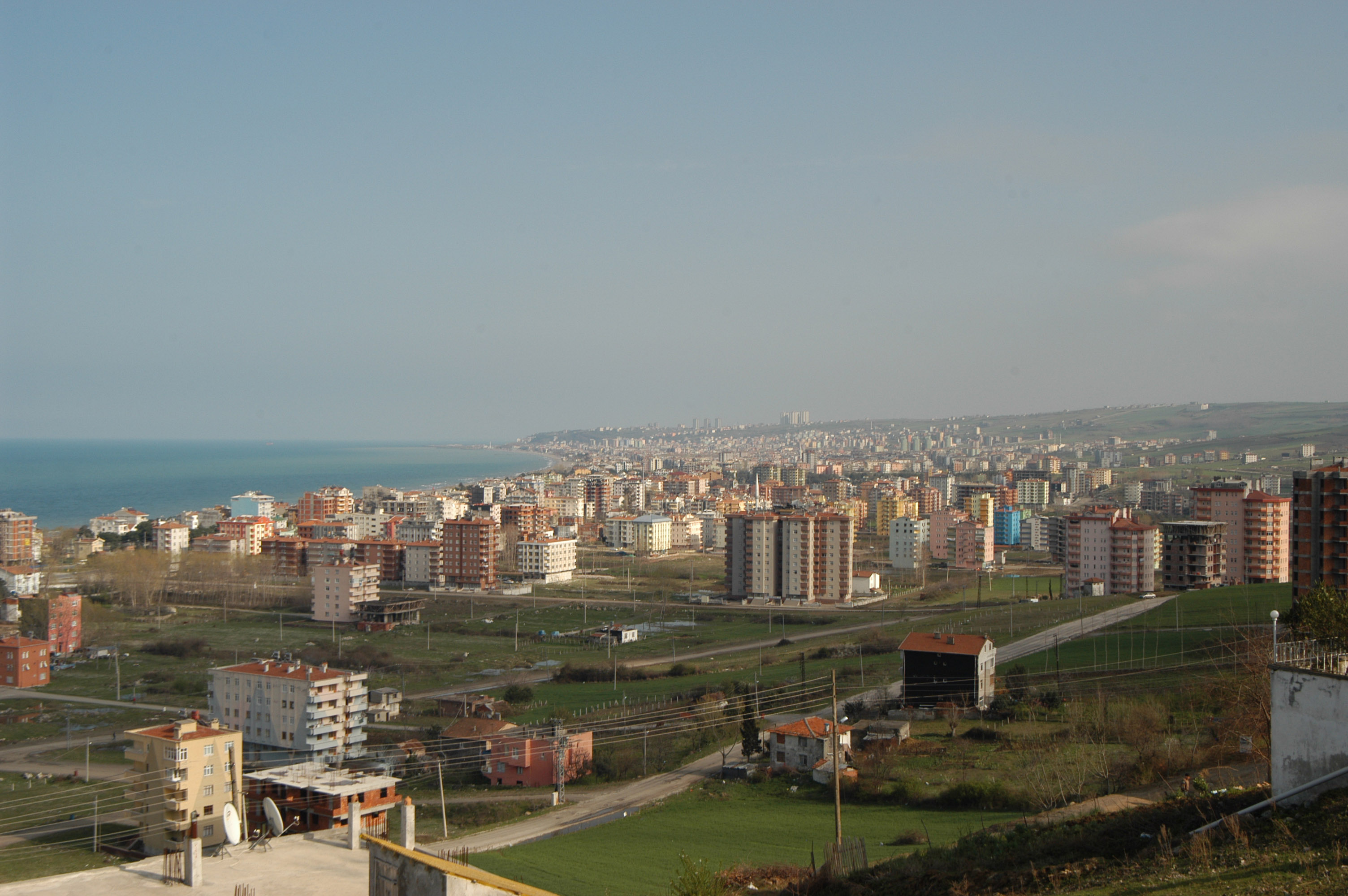
Vue de la ville de Samsun en Turquie, en 2006.

Le Thermodon (du grec ancien Θερμώδων / Thermṓdōn ; en turc Terme Çayı) est un fleuve longeant la ville de Thémiscyre (près de Terme, province de Samsun), en Cappadoce, dans le nord de la Turquie actuelle.

## Histoire
Dans la mythologie grecque, les Amazones vivaient sur les rives du Thermodon.
Le fleuve est mentionné notamment par Strabon : « Ces atterrissements, en effet, ne se produisent qu'aux bouches des fleuves, témoin […] le voisinage des bouches du Thermodon et de l'Iris. » (Géographie, Livre I) ; par Hérodote : « Nous avons fait aussi de belles actions contre les Amazones, ces redoutables guerrières qui, des bords du Thermodon, vinrent attaquer l'Attique. » (Histoire, Livre IX) ; et par Diodore de Sicile : « Sur les rives du fleuve Thermodon habitait jadis un peuple gouverné par des femmes, exercées, comme les hommes, au métier de la guerre. » (Bibliothèque historique, Livre II).

## Représentations dans les arts
- Le Thermodon, poème de José-Maria de Heredia, dans le recueil Les Trophées ;
- Le Thermodon, poème de Théophile Gautier dans le recueil La Comédie de la Mort ;
- Ercole sul Termodonte (« Hercule sur le Thermodon »), opéra de Vivaldi créé en 1723.
- la liste des cours d'eau de Turquie

### Auteurs antiques
- Hérodote, Histoires [détail des éditions] [lire en ligne]
- Strabon, Géographie [détail des éditions] [lire en ligne]

### Études savantes
- (fr) Pierre Pellegrin (dir.) (trad. du grec ancien), Aristote : Œuvres complètes, Paris, Éditions Flammarion, 2014, 2923 p. (ISBN 978-2-08-127316-0)